# Мухавец (агрогородок)
Му́хавец (бел. Мухавец) — агрогородок в Брестском районе Брестской области Беларуси. Административный центр Мухавецкого сельсовета (с 1971 года). Население — 2743 человека (2019). Возник в начале XX века как Романовские хутора, в 1969 году переименован в посёлок Мухавец. Статус агрогородка получен в 2008 году.

## География
Агрогородок Мухавец расположен в 11 км к юго-востоку от центра города Брест, неподалёку от его юго-восточной окраины. В 8 км к западу проходит граница с Польшей. Через агрогородок проходит автодорога Р17 (Брест — Малорита), местная дорога ведёт в Каменицу-Жировецкую. Есть железнодорожная станция на линии Брест — Ковель, имеется также автобусное сообщение.

### Гидрография
Местность принадлежит бассейну Вислы, по западной окраине агрогородка протекает река Каменка, приток реки Мухавец.

### Климат
Климат агрогородка — переходный от морского к континентальному, характеризуется достаточно мягкими зимами с продолжительными оттепелями. Воздушные массы переносятся в основном в направлении с запада на восток.
| Показатель                                                                          | Янв. | Фев. | Март | Апр. | Май  | Июнь | Июль | Авг. | Сен. | Окт. | Нояб. | Дек. |
| ----------------------------------------------------------------------------------- | ---- | ---- | ---- | ---- | ---- | ---- | ---- | ---- | ---- | ---- | ----- | ---- |
| Средний суточный максимум, °C                                                       | −0,8 | 0,8  | 6,3  | 13,6 | 19   | 22,3 | 24,5 | 23,8 | 18,4 | 12   | 6,3   | 1,4  |
| Средняя температура, °C                                                             | −3   | −1,9 | 2,4  | 9    | 14,5 | 18   | 20,2 | 19,4 | 14,3 | 8,7  | 4,1   | −0,5 |
| Средний суточный минимум, °C                                                        | −5,3 | −4,6 | −1,5 | 3,9  | 9,3  | 12,9 | 15,4 | 14,7 | 10,3 | 5,5  | 1,9   | −2,6 |
| Норма осадков, мм                                                                   | 43   | 41   | 48   | 53   | 76   | 72   | 90   | 70   | 65   | 49   | 46    | 48   |
| Источник: Климатические данные городов по всему миру. Дата обращения: 15 июня 2025. |      |      |      |      |      |      |      |      |      |      |       |      |

## История
История населённого пункта началась в 1909 году, во время столыпинской аграрной реформы.
Казённое имение Каменица-Бискупская Каменицко-Жировецкой волости Брестского уезда Гродненской губернии (ранее принадлежавшее графине Красинской из рода Браницких) было разбито на хутора. Продажа хуторов началась в 1911 году, изначально они назывались хутора Каменица, а 1 января 1915 года было образовано сельское общество Романовские хутора (названо в память 300-летия дома Романовых). Тогда поселение насчитывало 31 двор и 223 человека (134 мужского и 89 женского пола).
Однако в августе 1915 года в связи с оккупацией местности германскими войсками первые хуторяне были принудительно вывезены вместе со всем населением западных губерний и расселены в губерниях центральной России. Вернуться домой они смогли только к началу 1920-х годов. Согласно Рижскому мирному договору (1921) Романовские хутора вошли в состав межвоенной Польши, где принадлежали гмине Каменица-Жировецкая Брестского повета Полесского воеводства. По переписи 1921 года в колонии Романовские хутора числилось 16 жилых и 1 прочее обитаемое здание, где проживало 97 человек (47 мужчин, 50 женщин), из них 87 белорусов и 10 поляков (по вероисповеданию — 87 православных и 10 римских католиков). В начале 1920-х годов на хутора стали переселяться жители окрестных деревень.
С 1939 года в составе БССР, в 1940 году — 42 двора. Из 215 тогдашних жителей посёлка в Великую Отечественную войну погибло 164. После войны в октябре 1948 года был организован колхоз им. Чкалова, куда вошли 26 хозяйств из 32. С конца 1940-х до середины 1960-х годов жители хуторов переселялись на место посёлка, образовав его Рабочую улицу. В январе 1963 года из совхоза «Брестский» был выделен совхоз «Мухавец» молочно-овощного направления — ныне ОАО «Племзавод Мухавец».
21 января 1969 года посёлок был переименован в Мухавец, а в сентябре 1971 года сюда был перенесён центр Жировецкого сельсовета, переименованного в Мухавецкий.
В 2008 году посёлок Мухавец преобразован в агрогородок.

## Население
На 1 января 2025 года в агрогородке постоянно проживало 2867 человек в 983 хозяйствах, в том числе 676 моложе трудоспособного возраста, 1693 — в трудоспособном возрасте и 498 старше трудоспособного возраста.
| Численность населения (по переписям) | Численность населения (по переписям) | Численность населения (по переписям) | Численность населения (по переписям) | Численность населения (по переписям) | Численность населения (по переписям) |
| 1915                                 | 1921                                 | 1940                                 | 1999                                 | 2009                                 | 2019                                 |
| ------------------------------------ | ------------------------------------ | ------------------------------------ | ------------------------------------ | ------------------------------------ | ------------------------------------ |
| 223                                  | ↘97                                  | ↗215                                 | ↗1648                                | ↗2178                                | ↗2743                                |

## Инфраструктура
В настоящее время в агрогородке действуют:
- ГУО «Средняя школа п. Мухавец» (основана в 1966 году, на 2025 год 75 работников и 624 ученика)[3]
- ГУО «Мухавецкая детская школа искусств» (основана в 1997 году, 13 работников и 118 воспитанников)[3]
- ГУО «Ясли-сад п. Мухавец» (основан в 1965 году, 25 работников и 112 воспитанников)[3]
- ГУО «Центр туризма и краеведения детей и молодёжи Брестского района» (основан в 2009 году, 16 работников)[3]
- Мухавецкая амбулатория врачей общей практики (12 работников)[3]
- ОАО «Племзавод Мухавец» (175 работников)[3]
- Государственное предприятие «Брест-травы» (38 работников)[3]
- 3 государственных и 4 частных магазина[3]
- Сельский дом культуры и библиотека, учреждение бытового обслуживания[3], отделения почты[10] и Беларусбанка[11]
- Гостиница «Лагуна Янтарная»[12]

## Достопримечательности
- Здание почтовой станции середины XIX века[13].
- Владимирская церковь. Построена в 1990-е годы как временная[14]. Расположена на окраине Мухавца. Кирпичный православный храм, построен по канонам русского церковного зодчества. Здание решено прямоугольным объёмом, с двухъярусной колокольней над притвором и с полукруглой апсидой с боковой ризницей с тыльной стороны. Фасады рассечены арочными оконными проёмами. Характерный силуэт образуют купол-маковка над шатром-колокольней и луковичная главка над двухскатной крышей молитвенного зала[15].
- Могила жертв фашизма. Находится в 3 км от посёлка в урочище Плянты. Похоронены 8 человек, расстрелянных гитлеровцами. В 1965 году установлен обелиск[16]
- Музей под открытым небом «Аллея памяти». Экспозиция состоит из памятников советским солдатам-освободителям, перенесённых с территории Польши. Оцифрован 22 июня 2022 года в рамках реализации Международного историко-патриотического проекта «Цифровая звезда»[17]

### Памятник, скульптура
- Памятник землякам, погибшим в войну. Установлен в 1976 году в центре посёлка[16].
- Памятник революционному деятелю Сергею Богданчуку[16][18]. 17 сентября 2023 года памятник оцифрован ко Дню народного единства[19].